# Lucera-Maler

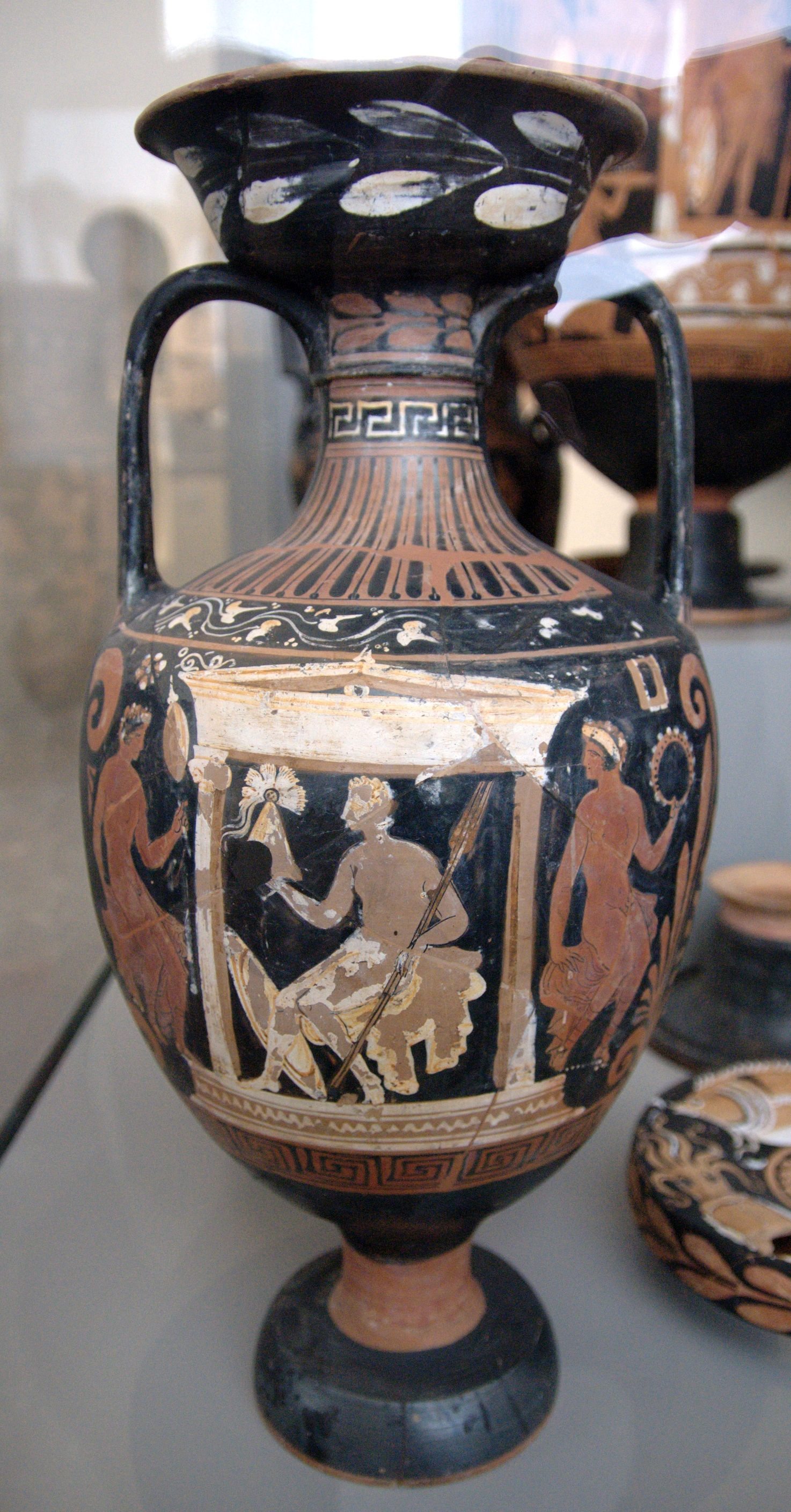
Amphora mit einer Naiskos-Szene in der Antikensammlung Berlin (Berlin 1984.49)

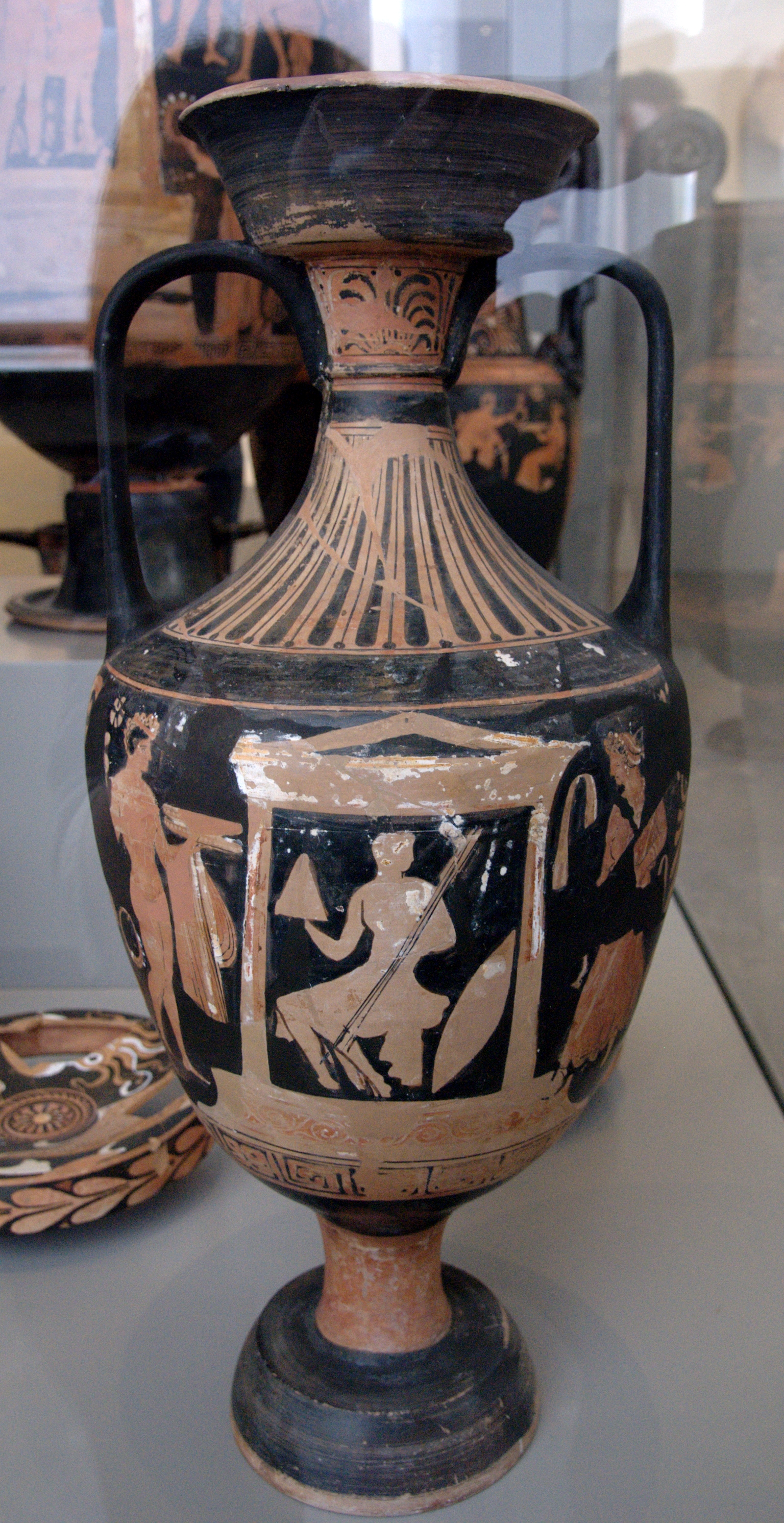
Amphora mit einer Naiskos-Szene in der Antikensammlung Berlin (Berlin 1984.50)

Als Lucera-Maler wird ein apulischer Vasenmaler des dritten Viertels des 4. Jahrhunderts v. Chr. bezeichnet.
Seinen Notnamen erhielt der Lucera-Maler aufgrund mehrerer Funde ihm zugewiesener Vasen bei der Stadt Lucera. Die Dareios-Unterwelt-Werkstatt, in der er arbeitete, gilt als die Manufaktur die die qualitätvollsten Arbeiten rotfiguriger apulischer Vasen der entsprechenden Zeit produziert hatte. Er gehört zu einer Gruppe van Künstlern der Werkstatt, zu der auch der Truro-Pelike-Maler und der Haifa-Maler gehören, deren Vasen auf der Hauptseite meist Jünglinge, Satyre oder Eros in der Gesellschaft einer Frau zeigen. Bei größeren Vasen können auch bis zu drei Manteljünglinge gezeigt werden. Der Lucera-Maler war dabei von überregionaler Bedeutung, scheint es doch so, dass er die apulisierende Phase der kampanischen Vasenmalerei über den Efeublatt-Maler und den APZ-Maler nachhaltig beeinflusste.